# Quiers
Quiers is een gemeente in het Franse departement Seine-et-Marne (regio Île-de-France) en telt 630 inwoners (2004). De plaats maakt deel uit van het arrondissement Melun.

## Geografie
De oppervlakte van Quiers bedraagt 11,9 km², de bevolkingsdichtheid is 52,9 inwoners per km².
De onderstaande kaart toont de ligging van Quiers met de belangrijkste infrastructuur en aangrenzende gemeenten.

## Demografie
Onderstaande figuur toont het verloop van het inwonertal (bron: INSEE-tellingen).